# Mick Green
Michael Robert "Mick" Green, född 22 februari 1944, död 11 januari 2010 var en brittisk gitarrist som spelade med bland annat Johnny Kidd i the Pirates, Billy J Kramer i the Dakotas och Paul McCartney.